# Illumination Theory
Illumination Theory è un singolo del gruppo musicale statunitense Dream Theater, pubblicato il 19 marzo 2014 come secondo estratto dal dodicesimo album in studio Dream Theater.

## Descrizione
Traccia conclusiva dell'album, Illumination Theory è una suite moderna di oltre 20 minuti divisa in cinque atti e caratterizzata dalla presenza di un'orchestra, curata dal pianista turco Eren Başbuğ.
Il testo, interamente composto dal chitarrista John Petrucci, riguarda le cose per cui le persone vivrebbero, morirebbero o ucciderebbero.

## Tracce
Testi di John Petrucci, musiche di John Petrucci, Jordan Rudess, John Myung, James LaBrie, Mike Mangini.
1. Illumination Theory – 22:18

## Formazione
Gruppo
- James LaBrie – voce
- John Petrucci – chitarra
- John Myung – basso
- Jordan Rudess – tastiera
- Mike Mangini – batteria

Altri musicisti
- Eren Başbuğ – orchestrazione e arrangiamento
- Misha Gutenber – concert master
- Larissa Vollis – primo violino
- Yelena Khaimova e Yevgeniy Mansurov – secondi violini
- Aleksandr Anisimov e Noah Wallace – viola
- Anastasia Goleshineva e Valeriya Sholokhova – violoncello
- Len Sluetsky – contrabbasso

Produzione
- John Petrucci – produzione
- Richard Chycki – registrazione, missaggio
- James "Jimmy T" Meslin – assistenza ingegneria
- Kevin Matela – assistenza missaggio
- Dave Rowland – assistenza missaggio
- Ted Jensen – mastering